# Países Bajos en los Juegos Olímpicos de Pyeongchang 2018
Los Países Bajos estuvieron representados en los Juegos Olímpicos de Pyeongchang 2018 por un total de 33 deportistas que compitieron en 4 deportes. Responsable del equipo olímpico fue el Comité Olímpico Neerlandés, así como las federaciones deportivas nacionales de cada deporte con participación.
El portador de la bandera en la ceremonia de apertura fue el patinador de velocidad Jan Smeekens.

## Medallistas
El equipo olímpico neerlandés obtuvo las siguientes medallas:
| Nombre                                                              | Deporte                              | Competición               |
| ------------------------------------------------------------------- | ------------------------------------ | ------------------------- |
| Oro                                                                 |                                      |                           |
| Kjeld Nuis                                                          | Patinaje de velocidad                | 1000 m M                  |
| Kjeld Nuis                                                          | Patinaje de velocidad                | 1500 m M                  |
| Sven Kramer                                                         | Patinaje de velocidad                | 5000 m M                  |
| Jorien ter Mors                                                     | Patinaje de velocidad                | 1000 m F                  |
| Ireen Wüst                                                          | Patinaje de velocidad                | 1500 m F                  |
| Carlijn Achtereekte                                                 | Patinaje de velocidad                | 3000 m F                  |
| Esmee Visser                                                        | Patinaje de velocidad                | 5000 m F                  |
| Suzanne Schulting                                                   | Patinaje de velocidad en pista corta | 1000 m F                  |
| Plata                                                               |                                      |                           |
| Sjinkie Knegt                                                       | Patinaje de velocidad en pista corta | 1500 m M                  |
| Patrick Roest                                                       | Patinaje de velocidad                | 1500 m M                  |
| Jorrit Bergsma                                                      | Patinaje de velocidad                | 10 000 m M                |
| Yara van Kerkhof                                                    | Patinaje de velocidad en pista corta | 500 m F                   |
| Ireen Wüst                                                          | Patinaje de velocidad                | 3000 m F                  |
| Marrit Leenstra Ireen Wüst Antoinette de Jong                       | Patinaje de velocidad                | Persecución por equipos F |
| Bronce                                                              |                                      |                           |
| Patrick Roest Jan Blokhuijsen Sven Kramer                           | Patinaje de velocidad                | Persecución por equipos M |
| Koen Verweij                                                        | Patinaje de velocidad                | Salida en grupo M         |
| Antoinette de Jong                                                  | Patinaje de velocidad                | 3000 m F                  |
| Marrit Leenstra                                                     | Patinaje de velocidad                | 1500 m F                  |
| Irene Schouten                                                      | Patinaje de velocidad                | Salida en grupo F         |
| Suzanne Schulting Yara van Kerkhof Lara van Ruijven Jorien ter Mors | Patinaje de velocidad en pista corta | 3000 m por relevos F      |